# Пещеры Аггтелекского карста и Словацкого карста
Пещерный район Аггтелек – Словацкий карст или Система пещер Барадла-Домица — венгерско-словацкая система пещер, которая является частью карста Аггтелек и широко известна благодаря натёчным образованиям (спелеотемам). Включает в себя венгерскую пещеру Барадла и словацкую пещеру Домица (5,3 км), общая протяжённость составляет 25,5 км.

## Описание
Вход у Аггтелека естественный, находится у подножия белого утёса, выходящего на край деревни. Основной ход — извилистый, сочленённый, протяжённостью 7 км, представляет собой каменный тоннель шириной 10 м и высотой от 7 до 8 м с несколькими гигантскими пещерами. В основном ходе есть несколько коротких и длинных соединительных боковых веток. Значительная часть пещеры — пёстрая, встречаются сталактиты разных форм и цветов. Подземные воды проходят через главный ход во время паводка. Естественный вход в пещеру существует с незапамятных времён — по данным учёных, со времён неолита.

## Изучение пещеры

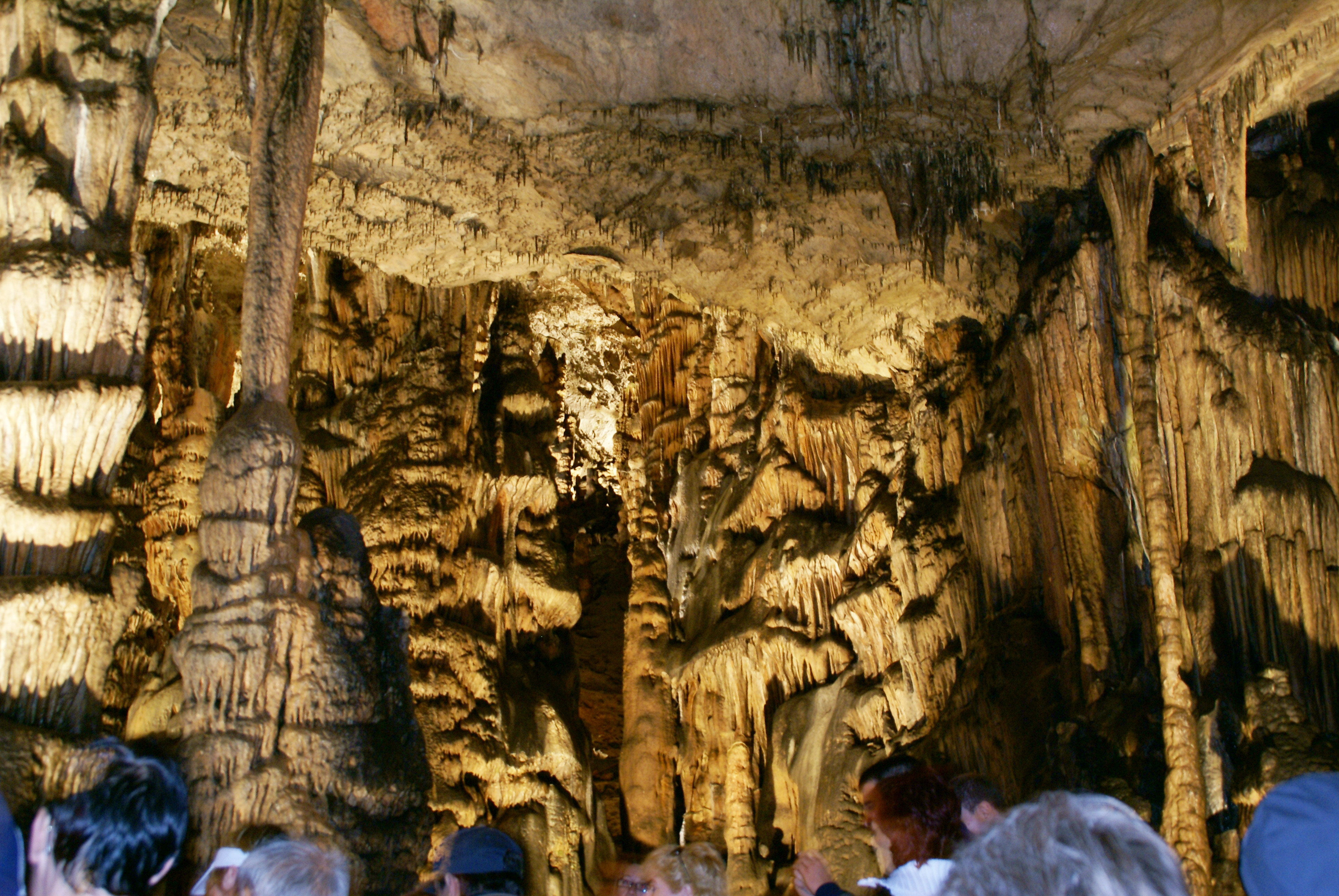
Пещера Барадла

Первое упоминание в летописях датируется 1549 годом. Первое исследование пещеры провёл в 1794 году Йозеф Шарторь. В 1802 году было изучено только 1,8 км, первая карта этой пещеры была опубликована в том же году. В 1825 году инженер Имре Вашш организовал исследование ещё участка в главном ходе протяжённостью 5 км и составил его точную карту и описание, которые были опубликованы в 1831 году. С 1806 года открыты тропы для туристов, в 1890 году открыты выходы у Красных озёр, дальнейшие исследования проводились в 1927—1928 годах.
В 1995 году пещеры Барадла и Домица, а также все прочие пещеры Аггтелека и Словацкого карста были признаны Всемирным наследием ЮНЕСКО. Система пещер вместе с близлежащими водно-болотными угодьями Домицавал международного значения в 2001 году были объявлены природоохранной зоной. В настоящее время территория пещеры отнесена к Национальному парку Аггтелек, куда прибывают ежегодно туристы и которые могут выбирать один из нескольких туристических маршрутов.